# Garth Knox
Garth Knox, né le 8 octobre 1956 à Dublin en Irlande, est un musicien irlandais et écossais, altiste, interprète de musique contemporaine, dont le répertoire s'étend de la musique médiévale à celle du XXIe siècle.

## Biographie
Garth Knox est le plus jeune garçon d'une famille de quatre enfants qui tous ont joué des instruments à corde. Bien que né en Irlande, il a été élevé en Écosse et a choisi d'apprendre l'alto comme premier instrument. Il a étudié au Collège royal de musique (Royal College of Music) avec Frederic Riddle à Londres, où il a remporté plusieurs prix. En 1983, Pierre Boulez l'a invité à devenir membre de son Ensemble InterContemporain à Paris. Garth Knox a rejoint le Quatuor Arditti à Londres en 1990 et y a joué jusqu'en 1997. Il a collaboré avec un nombre de grands compositeurs actuels, tels que György Ligeti, Iannis Xenakis, Karlheinz Stockhausen, Pierre Boulez, György Kurtág, Salvatore Sciarrino, Hans Werner Henze, etc.
Il s'est ensuite installé en 1998 à Paris, où il vit actuellement. Il donne de nombreux concerts en tant que soliste en alto et viole d'amour, avec ou sans le secours de l'électronique, collaborant souvent avec des chorégraphes ou des metteurs en scène. Il explore les possibilités du répertoire baroque et le développe en improvisant, notamment avec le chanteur basque Beñat Achiary, le contrebassiste de jazz Bruno Chevillon, la flutiste à bec Magali Imbert, le saxophoniste Steve Lacy ou le violoniste Dominique Pifarely. En 2016, il enregistre un volume du Book of Angels de John Zorn.

## Compositions
- One finger (2009) Dédié à Diamanda Dramm.
- Quatuors à cordes no 1 « Satellites » (2015) Commande et dédicace au Quatuor Kronos.
- Ten fingers (2018)
- Microtonal blues (2018)
- Rick o’shea (2018)
- Quatuor à cordes no 2 « Four into twenty » (2020) Dédicacé au Quatuor Ragazze.
- Quartet for one, pour alto seul (2020) Commande du Viola Commissioning Circle. Création par Lawrence Power, à Londres, au Royal Festival Hall, le 18 juin 2020 (totalement vide).

## Discographie
Garth Knox a enregistré de nombreux disques, dont plusieurs ont remporté divers prix de la critique :
- Ligeti (Sonata), Kurtag (Jelek = Zeichen, op. 5), Salvatore Sciarrino (Tre notturni brillanti), Dusapin (Inside), Berio (Sequenza VI), James Dillon (Siorram) : pièces pour alto seul (2000, Naïve MO 782082) (OCLC 313944431) — remporte le prestigieux Deutsche Schallplatte Preis.
- Spectral Viola : Gérard Grisey, Tristan Murail, Georg Friedrich Haas (2002, Zeitklang) (OCLC 658488945).
- Utopian dances – Garth Knox (viole d'amour) et Magali Imbert (flûte) (ECM)[2].
- Viola d’Amore : Garth Knox (Malor me bat) ; Marin Marais (Les folies d'Espagne) ; Roland Moser (Manners of speaking. Poem ; Anecdote) ; Tobias Hume (A pavin) ; Klaus Huber (Plainte) ; Attilio Ariosti (Prima lezione) ; traditionnel : Celtic dance ; I once loved a lass ; Jig (arr. pour viole d'amour et violoncelle de Garth Knox) (2008, ECM)[3] (OCLC 931376906) — disque du mois (septembre 2008) du magazine Gramophone[4].
- Saltarello – Garth Knox, viole d'amour et alto ; Agnès Vesterman, violoncelle ; Sylvain Lemêtre, percussions (2009, ECM 476 4501) (OCLC 1051770789) — Le Saltarello est « une danse italienne rapide du XIVe siècle qui survit aujourd'hui comme danse folklorique »[5]. Le trio y interprète de la musique médiévale (Hildegarde de Bingen, Guillaume de Machaut), de la renaissance (John Dowland), du baroque (Henry Purcell, Antonio Vivaldi) et de la musique contemporaine telle que Kaija Saariaho ou Garth Knox lui-même. Le disque recueille les applaudissements des critiques de jazz[6].
- John Zorn, Leonard : Book of Angels Volume 30 – Garth Knox et le Trio Saltarello (2017, Tzadik) — Arrangements de Garth Knox.
- Garth Knox, Open spaces : Quatuors à cordes no 1 et 2 ; Microtonal blues ; Quartet for one pour alto seul – Garth Knox, alto et Ragazze Quartet : Rosa Arnold, violon ; Jeanita Vriens Tongeren, violon ; Annemijn Bergkotte, alto ; Rebecca Wise, violoncelle (février et septembre 2022, Channel Classics (en)) (OCLC 1393110373)

## Sources